# En directo (álbum de Joan Manuel Serrat)
En directo es el primer doble disco LP del cantautor Joan Manuel Serrat cantado en lengua castellana y en lengua catalana, editado en 1984 por la compañía discográfica Ariola, grabado como su título indica en directo durante la gira de Serrat en 1984, con arreglos y dirección musical de Ricard Miralles. Todas las canciones están compuestas por Joan Manuel Serrat, a excepción de los temas Cantares y La saeta, letra de Antonio Machado adaptada por Serrat; Para la libertad, de Miguel Hernández; Cambalache, tango de Enrique Santos Discépolo; y Penélope, con música de Augusto Algueró. 
Durante el año 2000, sale a la venta una nueva versión de este disco en formato de dos CD. En el primero aparecen de la canción "Introducción" hasta la canción "Para la libertad" con algunas variaciones de acomodo. Mientras que el segundo incluye las otras 12 canciones. En esta ocasión lo edita la compañía discográfica Sony BMG. Este álbum estuvo vetado por algunas dictaduras hispanoamericanas [referencia]. Sin embargo, algunas emisoras de radioe emitieron el disco completo.

## Canciones que componen el disco
| Pista | Título                      | Autor                                       | Tiempo |
| ----- | --------------------------- | ------------------------------------------- | ------ |
| 1     | Introducción                | Joan Manuel Serrat                          | 1:15   |
| 2     | Cantares                    | Antonio Machado Joan Manuel Serrat          | 3:14   |
| 3     | De vez en cuando la vida    | Joan Manuel Serrat                          | 3:13   |
| 4     | La aristocracia del barrio  | Joan Manuel Serrat                          | 3:48   |
| 5     | Aquellas pequeñas cosas     | Joan Manuel Serrat                          | 2:33   |
| 6     | Tu nombre me sabe a yerba   | Joan Manuel Serrat                          | 2:38   |
| 7     | Seria fantàstic             | Joan Manuel Serrat                          | 3:18   |
| 8     | Algo personal               | Joan Manuel Serrat                          | 4:54   |
| 9     | Romance de Curro «El Palmo» | Joan Manuel Serrat                          | 6:40   |
| 10    | Mediterráneo                | Joan Manuel Serrat                          | 3:58   |
| 11    | Plany al mar                | Joan Manuel Serrat                          | 4:39   |
| 12    | Para la libertad            | Miguel Hernández Joan Manuel Serrat         | 2:44   |
| 13    | Temps era temps             | Joan Manuel Serrat                          | 3:58   |
| 14    | Sinceramente tuyo           | Joan Manuel Serrat                          | 4:12   |
| 15    | Cambalache                  | Enrique Santos Discépolo Joan Manuel Serrat | 3:34   |
| 16    | La tieta                    | Joan Manuel Serrat                          | 6:20   |
| 17    | El titiritero               | Joan Manuel Serrat                          | 3:18   |
| 18    | La saeta                    | Antonio Machado Joan Manuel Serrat          | 2:39   |
| 19    | Cada loco con su tema       | Joan Manuel Serrat                          | 5:23   |
| 20    | Esos locos bajitos          | Joan Manuel Serrat                          | 4:04   |
| 21    | Fiesta                      | Joan Manuel Serrat                          | 2:26   |
| 22    | Paraules d'amor             | Joan Manuel Serrat                          | 3:43   |
| 23    | Penélope                    | Augusto Algueró Joan Manuel Serrat          | 4:00   |
| 24    | Lucía                       | Joan Manuel Serrat                          | 3:14   |